# 宁波轨道交通6号线
宁波轨道交通6号线是中国浙江省宁波市建设中的一条城市轨道交通线路，标识色为青竹色。线路主要方向为东西向，起自宁波西站，串联古林、集士港、高桥镇、三江口、宁波高新区，最终达到北仑小港，并预留延伸至北仑中心城区。6号线一期工程长39.6千米，设车站24座，自宁波西枢纽至红联站，均为地下站，计划于宁波轨道交通第三轮建设规划中实施。线路未来有继续向南延伸至方桥，向东延伸至北仑城区的规划。

## 线路走向
宁波轨道交通6号线一期工程起自宁波西枢纽站，此后集古路向北沿敷设，此后向东北方向转入汇士路及望童路敷设，下穿机场路后转入通途路向东并下穿姚江，此后沿泗洲街向东并穿过甬江，随后再次进入通途路向东敷设，抵达福明路后辗转进入江南公路继续向东，下穿东环北路、铁路北环线及绕城高速后抵达一期终点红联站。

## 历史

### 规划
宁波轨道交通6号线最早出现在2003年8月编制完成的《宁波市城市快速轨道交通线网规划》中，但该规划展示的6号线与最终实施的线路存在较大差异。在这份规划中，6号线自海曙区集士港镇至徐家漕，此后向东沿通途路过甬江，到达世纪大道后转入江南公路，此后向东延伸至小港街道连接2号线。除此之外，6号线还包括一条从望春工业区到徐家漕的机场北区支线，主线与支线总长38.2公里。但在宁波轨道交通第二轮建设规划中，机场北区支线改属5号线环线。在后续规划中，6号线的两端均发生了变化。6号线西端向南延伸到古林以填补原规划2号线古林段取消后的功能。而在东端，6号线代替2号线延伸至北仑主城区。宁波轨道交通第一和第二轮近期建设规划中并不包括6号线，但在建线路和江南公路等相关道路设施在建设时均预留了6号线的实施条件。2020年12月，6号线一期（黄古路至红联）被列入国家发改委批复的《宁波市城市轨道交通第三期建设规划》中。
相比线网规划，6号线一期建设规划根据实际情况进行了调整。为接驳铁路宁波西站，6号线西端起点从黄古路改为宁波西站。北仑段经十二路至经三路三站四区间原为高架区间，为改善城市形象，经过北仑区协调推动改为地下区间，从而使6号线一期全部为地下线。6号线一期工程可行性研究报告于2022年9月30日由宁波市发改委批复。

### 建设
在6号线全线正式开工建设之前，明楼站作为先行节点，于2022年6月28日开工建设。古林站作为宁波西枢纽先导工程，于2022年12月28日开工建设，而望春桥站、经十二路站等车站也在此前后相继开工建设。2023年11月，甬江南-明楼区间类矩形盾构工作井至明楼区间左线开始盾构施工，为全线首个开展盾构施工的区间。2024年3月22日，明楼-福明路区间双线贯通，为全线首个双线贯通的区间。

## 车站
宁波轨道交通6号线一期共设24座车站，均为地下车站。规划9座车站与与同期及前期规划线路换乘。

### 站名
6号线多座车站站名因历史传承和辨识度的原因曾进行更改。
| 现站名       | 原站名     | 更名原因                               |
| ------------ | ---------- | -------------------------------------- |
| 集士港站     | 春华路站   | 因车站位于集士港镇南侧而得名           |
| 卖面桥站     | 高桥南站   | 因车站位于卖面桥村而得名               |
| 宋家漕站     | 望童路站   | 因车站位于宋家漕村北侧而得名           |
| 宁波大剧院站 | 大剧院站   | 因车站西侧有宁波大剧院而得名           |
| 庆丰桥东站   | 甬江南站   | 因车站位于庆丰桥以东而得名             |
| 明珠路站     | 福明路站   | 因车站位于明珠路与福明路口而得名       |
| 沧海北路站   | 沧海路站   | 因车站位于沧海北路与江南路口而得名     |
| 梅墟站       | 梅墟路站   | 因车站位于梅墟街道梅墟老镇区南侧而得名 |
| 谢墅站       | 经十二路站 | 因车站所在地原属谢墅乡而得名           |
| 小港西站     | 衙前路站   | 因车站位于小港街道西侧而得名           |
| 衙前站       | 经三路站   | 因车站位于衙前村而得名                 |

### 车站列表
|                                                               |            |                                                                                    |        |                              |  |
| 站名                                                          | 里程（km） | 换乘路线                                                                           | 所在地 | 车站形式                     |  |
| 6号线一期                                                     |            |                                                                                    |        |                              |  |
| 宁波西枢纽                                                    | 0.00       | 宁波栎社国际机场 宁波西站（规划） ■ 2号线（规划） ■ 9号线（规划） ■ 12号线（规划） | 海曙区 | 地下二层岛式车站             |  |
| 古林                                                          | 4.18       |                                                                                    | 海曙区 | 地下二层岛式车站             |  |
| 云林西路                                                      | 5.83       |                                                                                    | 海曙区 | 地下二层岛式车站             |  |
| 集士港                                                        | 7.13       |                                                                                    | 海曙区 | 地下二层岛式车站             |  |
| 汇士路                                                        | 9.30       |                                                                                    | 海曙区 | 地下二层双岛式车站（越行站） |  |
| 卖面桥                                                        | 11.92      |                                                                                    | 海曙区 | 地下二层岛式车站             |  |
| 宋家漕                                                        | 13.49      | ■ 5号线（规划）                                                                    | 海曙区 | 地下三层岛式车站             |  |
| 望春桥                                                        | 15.26      | ■ 1号线                                                                            | 海曙区 | 地下二层岛式车站             |  |
| 市中医院                                                      | 16.67      | ■ 8号线（在建）                                                                    | 海曙区 | 地下三层侧式车站             |  |
| 翠柏里                                                        | 18.00      | ■ 4号线                                                                            | 海曙区 | 地下三层岛式车站             |  |
| 新芝路                                                        | 18.60      |                                                                                    | 海曙区 | 地下二层岛式车站             |  |
| 宁波大剧院                                                    | 19.68      | ■ 7号线（在建）                                                                    | 江北区 | 地下三层岛式车站             |  |
| 正大路                                                        | 20.66      | ■ 2号线                                                                            | 江北区 | 地下三层岛式车站             |  |
| 庆丰桥东                                                      | 22.45      | ■ 10号线（规划）                                                                   | 鄞州区 | 地下二层岛式车站             |  |
| 明楼                                                          | 23.89      | ■ 3号线                                                                            | 鄞州区 | 地下三层岛式车站             |  |
| 明珠路                                                        | 24.99      |                                                                                    | 鄞州区 | 地下二层岛式车站             |  |
| 沧海北路                                                      | 25.73      |                                                                                    | 鄞州区 | 地下二层岛式车站             |  |
| 院士路                                                        | 27.54      | ■ 5号线                                                                            | 鄞州区 | 地下三层岛式车站             |  |
| 聚贤路                                                        | 28.74      |                                                                                    | 鄞州区 | 地下二层岛式车站             |  |
| 梅墟                                                          | 30.96      | ■ 9号线（规划）                                                                    | 鄞州区 | 地下二层岛式车站             |  |
| 谢墅                                                          | 34.26      |                                                                                    | 北仑区 | 地下二层双岛式车站（越行站） |  |
| 小港西                                                        | 36.39      |                                                                                    | 北仑区 | 地下二层岛式车站             |  |
| 衙前                                                          | 37.58      | ■ 7号线（规划）                                                                    | 北仑区 | 地下二层岛式车站             |  |
| 红联                                                          | 39.31      | ■ 2号线                                                                            | 北仑区 | 地下三层岛式车站             |  |
| 注：未开通的车站以深灰色背景 表示，未开通的换乘线路以灰色标注 |            |                                                                                    |        |                              |  |

## 车辆

### 列车简介
宁波轨道交通6号线采用6辆编组的B型地铁车辆，最高速度100公里/小时，初期配车37列。车辆采用株洲中车时代电气制tDriver-MD1500型牵引电动机。车辆具备全自动无人看守运行（UTO）能力。

### 行车组织
宁波轨道交通6号线计划初期采用大小交路运营，小交路区间为高桥南站至经十二路站，同时开行宁波西站至红联大站快车，高峰小时大站快车/大交路/小交路列车对数分别为4/6/5。

## 附属设施

### 车辆基地
宁波轨道交通6号线设置高桥南车辆段和新棉停车场。高桥南车辆段位于望童西路、规划路、蒲秀路、新丰路、南环高架路合围区域，接轨卖面桥站，承担6号线列车乘务、列检、保养以及临时、定期维修任务。新棉停车场位于江南中路以北，经十二路以西，甬江以南区域，接轨谢墅站，承担6号线列车乘务、列检、保养任务。

### 主变电所
宁波轨道交通6号线新设梅墟主变电所，位于新棉停车场内，此外与1号线共享望春主变电所。

### 信号系统
宁波轨道交通6号线一期采用由众合科技提供的信号系统。